# Zbórov
Zbóriv (ucraniano: Збо́рів; polaco: Zborów) es una ciudad de Ucrania, perteneciente al raión de Ternópil en la óblast de Ternópil.
En 2017, la ciudad tenía una población de 6691 habitantes. Desde 2020 es sede de un municipio que incluye 52 pueblos y tiene una población total de casi veinte mil habitantes.
Se ubica unos 25 km al noroeste de la capital regional Ternópil, sobre la carretera H02 que lleva a Leópolis.

## Historia
Tiene su origen en un asentamiento medieval llamado "Verjostav", cuya existencia se conoce desde 1166; este asentamiento fue destruido en 1241 durante la invasión mongola. El actual asentamiento data del siglo XV y fue fundado por la casa noble Zborowski de Wielkopolska. Según documentos de 1601, en ese año ya se regía por el Derecho de Magdeburgo. En los siglos XVII y XVIII perteneció a las familias nobles Sobieski, Radziwiłł y Bielscy. En 1649 se firmó aquí una de las principales treguas de la rebelión de Jmelnitski, después de una batalla en la que se enfrentaron las tropas de Bohdán Jmelnitski e İslâm III Giray contra las de Juan II Casimiro. En la partición de 1772 pasó a formar parte del Imperio Habsburgo.
A principios del siglo XX, la población estaba formada por unos 2400 ucranianos, 2300 judíos y 1300 polacos. Manteniendo esta composición multiétnica, en 1919 pasó a formar parte de la Segunda República Polaca y en 1939 se integró en la RSS de Ucrania. En la Segunda Guerra Mundial, los invasores alemanes ocuparon la ciudad en 1941 y sus Einsatzgruppen asesinaron el primer día a más de seiscientos judíos. Posteriormente crearon un gueto en la ciudad en el que encerraron a los tres mil judíos que seguían vivos, casi todos los cuales fueron asesinados en 1943. Por su parte, los polacos emigraron tras la guerra a los Territorios Recuperados, pues la ciudad quedó casi completamente destruida tras los combates de 1944 en los que la Unión Soviética recuperó el control del área, y fue reconstruida en las décadas posteriores con población casi exclusivamente ucraniana. Hasta 2020 fue la capital del raión de Zbóriv.